# 浄音寺 (さいたま市)
浄音寺（じょうおんじ）は、埼玉県さいたま市岩槻区にある浄土宗の寺院。

## 歴史
1489年（延徳元年）、浄音によって開山された。浄音は当地で草庵を結び、念仏三昧の生活を送った。その後、1494年（明応3年）に円誉融弘が本堂を建立し寺院化した。そして浄音の名を採り「浄音寺」とした。
1591年（天正19年）、関東地方の新領主となった徳川家康は、狩猟の途中に当寺に立ち寄った。その頃の当寺は谷間に位置していたことから、家康より「深谷山」という山号と寺領3石が与えられた。

## 交通アクセス
- 路線バス末田停留所より徒歩5分。